# Cantón de Bagnères-de-Luchon
El cantón de Bagnères-de-Luchon es una división administrativa francesa, situada en el departamento de Alto Garona y la región de Occitania.

## Composición
El cantón de Bagnères-de-Luchon incluye treinta y una comunas:
- Bagnères-de-Luchon
- Saint-Mamet
- Montauban-de-Luchon
- Juzet-de-Luchon
- Cier-de-Luchon
- Moustajon
- Salles-et-Pratviel
- Oô
- Garin
- Antignac
- Saint-Aventin
- Castillon-de-Larboust
- Cazeaux-de-Larboust
- Gouaux-de-Larboust
- Poubeau
- Saint-Paul-d'Oueil
- Gouaux-de-Luchon
- Artigue
- Mayrègne
- Portet-de-Luchon
- Cathervielle
- Billière
- Benque-Dessous-et-Dessus
- Cazaril-Laspènes
- Sode
- Jurvielle
- Saccourvielle
- Caubous
- Bourg-d'Oueil
- Trébons-de-Luchon
- Cirès